# Mike Hooper
Michael Dudley „Mike“ Hooper (* 10. Februar 1964 in Bristol) ist ein ehemaliger englischer Fußballtorhüter. Der Rotschopf war zum Ende der 1980er- und zu Beginn der 1990er-Jahre beim FC Liverpool und Newcastle United beschäftigt, dort aber über die Rolle des Ersatzmanns nie dauerhaft hinaus gekommen.

## Sportlicher Werdegang

### Erste Profistationen (1983–1985)
Hooper kam nach ersten Erfahrungen im Non-League football für Mangotsfield United – dem Klub, für den er während seiner Studentenzeit an der Universität Bristol gespielt hatte – zum Viertligisten Bristol City. Dort hatte er schon einmal als 14-jähriger Schüler zwischen den Pfosten in der Jugendmannschaft gestanden und nach seinem ersten Profivertrag zum Jahreswechsel 1983/84 und dem Aufstieg in die dritthöchste Spielklasse bestritt er am 1. Dezember 1984 gegen Lincoln City sein erstes und einziges Ligaspiel für die „Robins“. Ablösefrei wechselte Hooper im Februar 1985 danach zum walisischen und in der vierten englischen Liga aktiven AFC Wrexham. Dort zeigte er erstmals sein Talent als agiler und vor allem bei Flanken fangsicherer Torwart, indem er bis Oktober 1985 in gleich 38 Pflichtspielen das Gehäuse hütete. Dabei fiel er der sportlichen Leitung des Erstligisten FC Liverpool auf und so wurde man sich im Herbst schnell einig in Bezug auf die Verpflichtung eines Ersatztorhüters für Bruce Grobbelaar.

### FC Liverpool (1985–1993)
Im Vergleich zu Grobeelaar repräsentierte Hooper das komplette Gegenteil. Während der extrovertierte Stammtorwart einen Hang zu spektakulären Aktionen im Spiel hatte, blieb der junge Rotschopf zumeist ruhig und beständig. Wenngleich er aber häufig in der Reservemannschaft zum Einsatz kam, blieb ihm das Schicksal seines Vorgängers Bob Bolder, der zuvor in nicht einem einzigen Ligaspiel zum Einsatz gekommen war, weitgehend erspart. Erstmals auf prominenter Bühne präsentierte er sich dabei in der Charity-Shield-Partie 1986, als er gegen den FC Everton in der zweiten Halbzeit den verletzten Grobbelaar vertrat. Anschließend hütete er auch in den ersten acht Pflichtspielen der Saison 1986/87 das Tor der „Reds“, bevor Grobbelaar seinen Platz zurückeroberte. Zu einer nächsten Serie setzte Hooper erst in der Spielzeit 1988/89 wieder an und in diesem Fall vertraute ihm Trainer Kenny Dalglish zunächst auch nach Grobbelaars Gesundmeldung weiter. Zwei Fehler in der Partie gegen Sheffield Wednesday und das enge Titelrennen mit dem FC Arsenal in der Saison veranlassten Dalglish dann jedoch dazu, die alte Rangordnung wiederherzustellen.
Ohne in der Saison 1989/90 für den FC Liverpool zum Einsatz gekommen zu sein, lieh in der Klub ab September 1990 an den Zweitligisten Leicester City aus. Dort kassierte er zwar direkt zehn Gegentore in den ersten beiden Spielen, was aber mehr dem allgemein löchrigen Abwehrverbund in Leicester zugesprochen wurde als dem glücklosen „Keeper“. Und so stiegen auch seine Chancen wieder, als ihm der neue Trainer Graeme Souness weitere Chancen eröffnete, zumal dieser in dem zeitweise unberechenbaren Grobeelaar zunehmend ein Sicherheitsrisiko sah und ihn zudem im Oktober 1991 kurzfristig gar suspendierte. Nach aber nur zwei Spielen verletzte sich Hooper zum wahrscheinlich ungünstigsten Zeitpunkt seiner Karriere, was wiederum Grobbelaar die Möglichkeit zur Rückkehr gab. Kurzzeitig rückte er nach einer Handverletzung des Stammtorwarts wieder in die Startelf, aber als Grobbelaar für das FA-Cup-Endspiel 1992 als „Nummer 1“ nominiert wurde, verlor Hooper seine Geduld und schlug sogar seine Kadernominierung aus. Als auch noch mit David James ein hoffnungsvolles Talent vom FC Watford zum Verein stieß, verschlechterten sich seine Perspektiven weiter, obwohl der Neuling zunächst noch Anpassungsschwierigkeiten hatte und Hooper den häufig bei der simbabwischen Nationalmannschaft weilenden Grobbelaar vertrat. Im September 1993 wechselte er schließlich für eine Ablösesumme von 550.000 Pfund zum Erstligakonkurrenten Newcastle United.

### Newcastle United (1993–1996)
Unter Trainer Kevin Keegan erhoffte sich Hooper beim Aufsteiger aus Newcastle einen Neuanfang und mit einem 3:0-Heimsieg gegen den Ex-Klub aus Liverpool im November 1993 kam er schnell zu einer Art persönlicher Genugtuung. Die „Magpies“ stürmten überraschend in die obere Tabellenhälfte, bevor gegen Saisonende die Form nachließ. Dabei sah sich der zunehmend verunsichert wirkende Hooper einiger Kritik von Seiten der eigenen Anhänger ausgesetzt und schließlich verlor er im Februar 1994 wieder seinen Stammplatz an den Publikumsliebling Pavel Srníček. Zurück auf die Ersatzbank verbannt, hatte Hooper dazu gleichsam mit Verletzungen, Krankheiten und Gewichtsproblemen zu kämpfen. Bei seinem letzten Einsatz für Newcastle setzte er noch einmal einen Glanzpunkt, als er beim 3:3 gegen Tottenham Hotspur nach seiner Einwechslung einen Elfmeter von Jürgen Klinsmann hielt. Als im Herbst 1995 mit Shaka Hislop ein weiterer Torwart nach Newcastle kam, waren Hoopers Tage aber gezählt. Er wurde an den AFC Sunderland ausgeliehen, wo er jedoch nicht ein einziges Spiel absolvierte, und kurz darauf trat er als aktiver Profisportler zurück.

## Titel/Auszeichnungen
- Englischer Super Cup (1): 1986
- Charity Shield (1): 1986